# Omorashi
Omorashi (jap. おもらし / オモラシ / お漏らし, „zmoczyć się” lub „moczyć się”), w skrócie omo – subkultura fetyszowa wywodząca się z Japonii. Polega na podnieceniu z faktu posiadania pełnego pęcherza, oddawania moczu w majtki lub pieluchę, lub też patrzenia, jak inną osobę spotykają te zjawiska. Zdarza się, że przybiera to postać dominacji, w której osoba dominująca decyduje o tym, kiedy osoba uległa może iść do toalety.

## Japońskie terminy

### • Yagai
Yagai polega na podnieceniu się poprzez moczenie się w miejscu publicznym czy też oddawanie moczy w miejscu publicznym.

### •Sukāto omorashi(jap. スカートおもらし)
Sukāto omorashi polega na podnieceniu seksualnym poprzez patrzenie, gdy ktoś oddaje mocz w spódnicy. 

### •Omutsu omorashi( jap. おむつおもらし),omutsu play(jap. おむつプレイ),oshime omorashi(jap. おしめおもらし)
Wszystkie wymienione powyżej terminy oznaczają podniecenie seksualne poprzez oddawanie moczu w pieluchę lub patrzenie, gdy ktoś to robi. 

## Omorashi w kulturze
- Iinari! Aibure-shon – manga napisana przez Chizunę Nakajimę, wydawana oryginalnie w czterech tomach od 9 sierpnia 2006 roku do 9 lipca 2010 roku. Zawiera elementy ecchi, romansu, szkolnego życia, komedii, akcji, shounen i nadprzyrodzone[4]
- MAID iN HEAVEN Super – anime z gatunku hentai stworzone przez Shnikuukan i oryginalnie emitowane od 28 października do 25 listopada 2005 roku[5][6]
- Water Closet: The Forbidden Chamber (jap. 使用中～W.C) – gra komputerowa z gatunku eroge[7]
- Terrifying Girls' High School: Lynch Law Classroom (jap. 恐怖女子高校　暴行リンチ教室, Kyōfu joshikōkō: bōkō rinchi kyōshitsu) – film z podgatunku sukeban, z gatunku „Pink Film”. Wydany 31 marca 1973 roku, wyprodukowany przez Kanjiego Amao, wyreżyserowany przez Norifumiego Suzukiego. Scenariusz napisał Tatsuhiko Kamoi, w filmie grali Reiko Ike i Miki Sugimoto. Film był dystrybuowany przez firmę Toei. Trwa 88 minut[8][9]